# Taiwanische Badmintonmeisterschaft 1961
Die Taiwanische Badmintonmeisterschaft der Saison 1960/1961 fand vom 2. bis zum 4. November 1960 Taipeh statt. Es war die sechste Auflage der nationalen Titelkämpfe von Taiwan im Badminton.

## Titelträger
| Disziplin    | Sieger                     |
| ------------ | -------------------------- |
| Herreneinzel | Wong Jun Luen              |
| Dameneinzel  | Chai Chuen Chi             |
| Herrendoppel | Lo Man Fei Wong Jun Luen   |
| Damendoppel  | Li Ling Fun Chai Chuen Chi |
| Mixed        | Lo Man Fei Li Ling Fun     |